# Liste des présidents du Sénégal
Pour un article plus général, voir Président de la république du Sénégal.

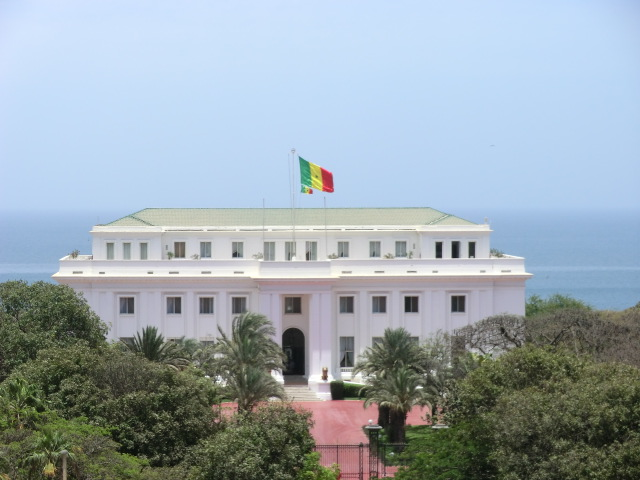
Le Palais de la République, résidence officielle des présidents depuis l'indépendance.

Cet article dresse la liste des présidents de la république du Sénégal depuis son indépendance en 1960. Cinq personnes ont exercé la fonction depuis l'élection du premier titulaire Léopold Sédar Senghor en 1960. L'actuel titulaire est Bassirou Diomaye Faye depuis le 2 avril 2024, à la suite de sa victoire au premier tour lors de l'élection présidentielle du 24 mars 2024.
La durée du mandat des présidents successifs a évolué au cours de l'histoire moderne du pays, le quinquennat est à l'origine en vigueur jusqu'en 1993 avec l'instauration du septennat. Le mandat de cinq ans est rétabli entre 2007 et 2012 à la suite du référendum constitutionnel de 2001, puis une nouvelle fois supprimé jusqu'au référendum de 2016 où il est réintroduit et limité à deux mandats consécutifs.

## Liste des présidents
| N° | Portrait              | Titulaire (Naissance-mort)         | Élection                 | Mandat           | Mandat           | Mandat                     | Parti politique | Parti politique |
| N° | Portrait              | Titulaire (Naissance-mort)         | Élection                 | Début            | Fin              | Durée                      | Parti politique | Parti politique |
| -- | --------------------- | ---------------------------------- | ------------------------ | ---------------- | ---------------- | -------------------------- | --------------- | --------------- |
| 1  | Léopold Sédar Senghor | Léopold Sédar Senghor (1906-2001)  | 1960 1963 1968 1973 1978 | 7 septembre 1960 | 31 décembre 1980 | 20 ans, 3 mois et 24 jours |                 | PS              |
| 2  | Abdou Diouf           | Abdou Diouf (né en 1935)           | 1983 1988 1993           | 1er janvier 1981 | 1er avril 2000   | 19 ans et 3 mois           |                 | PS              |
| 3  | Abdoulaye Wade        | Abdoulaye Wade (né en 1926)        | 2000                     | 1er avril 2000   | 3 avril 2007     | 12 ans et 1 jour           |                 | PDS             |
| 3  | Abdoulaye Wade        | Abdoulaye Wade (né en 1926)        | 2007                     | 3 avril 2007     | 2 avril 2012     | 12 ans et 1 jour           |                 | PDS             |
| 4  | Macky Sall            | Macky Sall (né en 1961)            | 2012                     | 2 avril 2012     | 2 avril 2019     | 12 ans                     |                 | APR             |
| 4  | Macky Sall            | Macky Sall (né en 1961)            | 2019                     | 2 avril 2019     | 2 avril 2024     | 12 ans                     |                 | APR             |
| 5  | Bassirou Diomaye Faye | Bassirou Diomaye Faye (né en 1980) | 2024                     | 2 avril 2024     | en cours         | 1 an, 2 mois et 10 jours   |                 | PASTEF          |

## Observations générales

### Records
- Mandat le plus long : Léopold Sédar Senghor (20 ans, 3 mois et 24 jours).
- Mandat le plus court : Macky Sall (12 ans).
- Plus grand nombre de mandats : Léopold Sédar Senghor (cinq mandats).
- Chef d'État le plus jeune à sa prise de fonction : Bassirou Diomaye Faye (44 ans)[2].
- Chef d'État le plus vieux à sa prise de fonction : Abdoulaye Wade (73 ans)[3].
- Chef d'État le plus jeune en quittant ses fonctions : Macky Sall (62 ans)[2].
- Chef d'État le plus vieux en quittant ses fonctions : Abdoulaye Wade (85 ans).

### Classement par durée de mandat
- Tableau présenté par ordre décroissant. Le président de la République en exercice figure en gras.

| Rang | Titulaire             | En jours    | En années                  | N° | Dates       | Commentaire |
| ---- | --------------------- | ----------- | -------------------------- | -- | ----------- | --- |
| 1    | Léopold Sédar Senghor | 7 420 jours | 20 ans, 3 mois et 24 jours | 1  | 1960-1980   | Premier président du Sénégal, il effectue cinq mandats. Il démissionne pour des raisons politiques.                                                                               |
| 2    | Abdou Diouf           | 7 030 jours | 19 ans et 3 mois           | 2  | 1981-2000   | Remplace Léopold Sédar Senghor en terminant son mandat, il effectue par la suite deux quinquennats et un septennat complet. Il se représente mais est battu à l'élection de 2000. |
| 3    | Abdoulaye Wade        | 4 384 jours | 12 ans et 1 jour           | 3  | 2000-2012   | Un septennat et un quinquennat complet. Il se représente mais est battu à l'élection de 2012                                                                                      |
| 4    | Macky Sall            | 4 383 jours | 12 ans                     | 4  | 2012-2024   | Un septennat et un quinquennat complet. Il ne se représente pas. |
| 5    | Bassirou Diomaye Faye | 436 jours   | 1 an, 2 mois et 10 jours   | 5  | Depuis 2024 | Président de la République actuel. |